# Velká cena Španělska silničních motocyklů 2007
Druhým závodem Mistrovství světa silničních motocyklů v roce 2007 byla Velká cena Španělska, kterou ve dnech od 23. března do 25. března hostil 4,423 km dlouhý okruh Circuito Permanente de Jerez.

## Moto GP
| Pos | #  | Jezdec           | Stroj               | Kola | Čas            | Rošt | Body |
| --- | -- | ---------------- | ------------------- | ---- | -------------- | ---- | ---- |
| 1   | 46 | Valentino Rossi  | Yamaha              | 27   | 45:53.340      | 2    | 25   |
| 2   | 26 | Dani Pedrosa     | Honda               | 27   | +1.246         | 1    | 20   |
| 3   | 5  | Colin Edwards    | Yamaha              | 27   | +2.701         | 4    | 16   |
| 4   | 24 | Toni Elías       | Honda               | 27   | +4.351         | 8    | 13   |
| 5   | 27 | Casey Stoner     | Ducati              | 27   | +4.993         | 5    | 11   |
| 6   | 7  | Carlos Checa     | Honda               | 27   | +10.000        | 3    | 10   |
| 7   | 1  | Nicky Hayden     | Honda               | 27   | +14.146        | 11   | 9    |
| 8   | 33 | Marco Melandri   | Honda               | 27   | +19.969        | 9    | 8    |
| 9   | 71 | Chris Vermeulen  | Suzuki              | 27   | +24.786        | 14   | 7    |
| 10  | 56 | Shinya Nakano    | Honda               | 27   | +24.955        | 7    | 6    |
| 11  | 4  | Alex Barros      | Ducati              | 27   | +25.008        | 13   | 5    |
| 12  | 65 | Loris Capirossi  | Ducati              | 27   | +25.852        | 15   | 4    |
| 13  | 14 | Randy de Puniet  | Kawasaki            | 27   | +26.445        | 12   | 3    |
| 14  | 6  | Makoto Tamada    | Yamaha              | 27   | +36.653        | 17   | 2    |
| 15  | 50 | Sylvain Guintoli | Yamaha              | 27   | +36.744        | 20   | 1    |
| 16  | 10 | Kenny Roberts Jr | Team Roberts KR212V | 27   | +48.911        | 10   |      |
| 17  | 64 | Kousuke Akiyoshi | Suzuki              | 27   | +50.784        | 19   |      |
| 18  | 19 | Olivier Jacque   | Kawasaki            | 27   | +1:00.901      | 16   |      |
| 19  | 21 | John Hopkins     | Suzuki              | 27   | +1:03.371      | 6    |      |
| DSQ | 66 | Alex Hofmann     | Ducati              |      | Diskvalifikace | 18   |      |

- Alex Hofmann diskvalifikován za výměnu stroje v průběhu závodu

## 250cc

### Kvalifikace
| *                                                | *                                                   | *                                                 | *                                                 |
| _______1_______ Jorge Lorenzo Aprilia 1:43.099   |                                                     |                                                   |                                                   |
|                                                  | _______2_______ Hector Barbera Aprilia 1:43.383     |                                                   |                                                   |
|                                                  |                                                     | _______3_______ Julian Simon Honda 1:43.707       |                                                   |
|                                                  |                                                     |                                                   | _______4_______ Andrea Dovizioso Honda 1:43.764   |
| _______5_______ Alvaro Bautista Aprilia 1:43.955 |                                                     |                                                   |                                                   |
|                                                  | _______6_______ Marco Simoncelli Gilera 1:44.096    |                                                   |                                                   |
|                                                  |                                                     | _______7_______ Shuhei Aoyama Honda 1:44.174      |                                                   |
|                                                  |                                                     |                                                   | _______8_______ Alex Debon Aprilia 1:44.185       |
| _______9_______ Thomas Lüthi Aprilia 1:44.200    |                                                     |                                                   |                                                   |
|                                                  | _______10_______ Mika Kallio KTM 1:44.221           |                                                   |                                                   |
|                                                  |                                                     | _______11_______ Fabrizio Lai Aprilia 1:44.329    |                                                   |
|                                                  |                                                     |                                                   | _______12_______ Alex de Angelis Aprilia 1:44.358 |
| _______13_______ Hiroshi Aoyama KTM 1:44.469     |                                                     |                                                   |                                                   |
|                                                  | _______14_______ Yuki Takahashi Honda 1:44.994      |                                                   |                                                   |
|                                                  |                                                     | _______15_______ Anthony West Aprilia 1:45.307    |                                                   |
|                                                  |                                                     |                                                   | _______16_______ Aleix Espargaro Aprilia 1:45.589 |
| _______17_______ Dirk Heidolf Aprilia 1:45.621   |                                                     |                                                   |                                                   |
|                                                  | _______18_______ Ratthapark Wilairot Honda 1:45.876 |                                                   |                                                   |
|                                                  |                                                     | _______19_______ Alvaro Molina Aprilia 1:45.934   |                                                   |
|                                                  |                                                     |                                                   | _______20_______ Imre Toth Aprilia 1:46.268       |
| _______21_______ Karel Abraham Aprilia 1:46.542  |                                                     |                                                   |                                                   |
|                                                  | _______22_______ Alex Baldolini Aprilia 1:47.030    |                                                   |                                                   |
|                                                  |                                                     | _______23_______ Taro Sekiguchi Aprilia 1:47.239  |                                                   |
|                                                  |                                                     |                                                   | _______24_______ Eugene Laverty Honda 1:47.280    |
| _______25_______ Jules Cluzel Aprilia 1:47.362   |                                                     |                                                   |                                                   |
|                                                  | _______26_______ Arturo Tizon Aprilia 1:47.545      |                                                   |                                                   |
|                                                  |                                                     | _______27_______ Santiago Barragan Honda 1:48.683 |                                                   |
| ------------------------------------------------ | --------------------------------------------------- | ------------------------------------------------- | ------------------------------------------------- |

### Závod
| Pos | #  | Jezdec              | Stroj   | Kola | Čas                | Rošt | Body |
| --- | -- | ------------------- | ------- | ---- | ------------------ | ---- | ---- |
| 1   | 1  | Jorge Lorenzo       | Aprilia | 26   | 45:35.846          | 1    | 25   |
| 2   | 19 | Álvaro Bautista     | Aprilia | 26   | +0.218             | 5    | 20   |
| 3   | 34 | Andrea Dovizioso    | Honda   | 26   | +0.478             | 4    | 16   |
| 4   | 3  | Alex de Angelis     | Aprilia | 26   | +8.156             | 13   | 13   |
| 5   | 6  | Alex Debon          | Aprilia | 26   | +14.747            | 9    | 11   |
| 6   | 4  | Hiroshi Aoyama      | KTM     | 26   | +15.045            | 14   | 10   |
| 7   | 73 | Shuhei Aoyama       | Honda   | 26   | +17.918            | 8    | 9    |
| 8   | 55 | Yuki Takahashi      | Honda   | 26   | +28.438            | 15   | 8    |
| 9   | 14 | Anthony West        | Aprilia | 26   | +39.435            | 16   | 7    |
| 10  | 28 | Dirk Heidolf        | Aprilia | 26   | +1:02.689          | 18   | 6    |
| 11  | 32 | Fabrizio Lai        | Aprilia | 26   | +1:06.813          | 12   | 5    |
| 12  | 8  | Ratthapark Wilairot | Honda   | 26   | +1:07.166          | 19   | 4    |
| 13  | 25 | Alex Baldolini      | Aprilia | 26   | +1:07.371          | 23   | 3    |
| 14  | 50 | Eugene Laverty      | Honda   | 26   | +1:11.793          | 25   | 2    |
| 15  | 17 | Karel Abraham       | Aprilia | 26   | +1:13.898          | 22   | 1    |
| 16  | 16 | Jules Cluzel        | Aprilia | 26   | +1:32.684          | 26   |      |
| 17  | 44 | Taro Sekiguchi      | Aprilia | 26   | +1:33.041          | 24   |      |
| 18  | 10 | Imre Toth           | Aprilia | 25   | +1 Lap             | 21   |      |
| Ret | 36 | Mika Kallio         | KTM     | 18   | Mechanická porucha | 11   |      |
| Ret | 80 | Héctor Barberá      | Aprilia | 15   | Nehoda             | 2    |      |
| Ret | 60 | Julián Simón        | Honda   | 12   | Nehoda             | 3    |      |
| Ret | 41 | Aleix Espargaró     | Aprilia | 10   | Mechanická porucha | 17   |      |
| Ret | 9  | Arturo Tizón        | Aprilia | 9    | Mechanická porucha | 27   |      |
| Ret | 12 | Thomas Luthi        | Aprilia | 6    | Mechanická porucha | 10   |      |
| Ret | 31 | Alvaro Molina       | Aprilia | 2    | Nehoda             | 20   |      |
| Ret | 53 | Santiago Barragan   | Honda   | 0    | Nehoda             | 28   |      |
| Ret | 58 | Marco Simoncelli    | Gilera  | 0    | Nehoda             | 6    |      |
| DNS | 15 | Roberto Locatelli   | Gilera  |      | Nehoda             |      |      |

### Průběžná klasifikace jezdců a továren
| Pos | #  | Jezdec           | Stroj   | Body |
| --- | -- | ---------------- | ------- | ---- |
| 1   | 1  | Jorge Lorenzo    | Aprilia | 50   |
| 2   | 3  | Alex de Angelis  | Aprilia | 33   |
| 3   | 34 | Andrea Dovizioso | Honda   | 27   |
| 4   | 19 | Alvaro Bautista  | Aprilia | 20   |
| 5   | 55 | Yuki Takahashi   | Honda   | 17   |
| 6   | 80 | Hector Barbera   | Aprilia | 16   |
| 7   | 73 | Shuhei Aoyama    | Honda   | 15   |
| 8   | 12 | Thomas Lüthi     | Aprilia | 13   |
| 9   | 6  | Alex Debon       | Aprilia | 11   |
| 10  | 4  | Hiroshi Aoyama   | KTM     | 10   |

| Pos | Továrna | Body |
| --- | ------- | ---- |
| 1   | Aprilia | 50   |
| 2   | Honda   | 27   |
| 3   | Gilera  | 10   |
| 4   | KTM     | 10   |

## 125cc
| Pos | #  | Jezdec             | Stroj   | Kola | Čas                | Rošt | Body |
| --- | -- | ------------------ | ------- | ---- | ------------------ | ---- | ---- |
| 1   | 14 | Gábor Talmácsi     | Aprilia | 23   | 41:52.149          | 2    | 25   |
| 2   | 52 | Lukáš Pešek        | Derbi   | 23   | +0.014             | 3    | 20   |
| 3   | 55 | Héctor Faubel      | Aprilia | 23   | +5.720             | 5    | 16   |
| 4   | 44 | Pol Espargaró      | Aprilia | 23   | +6.489             | 7    | 13   |
| 5   | 33 | Sergio Gadea       | Aprilia | 23   | +6.867             | 4    | 11   |
| 6   | 22 | Pablo Nieto        | Aprilia | 23   | +9.219             | 9    | 10   |
| 7   | 11 | Sandro Cortese     | Aprilia | 23   | +19.078            | 10   | 9    |
| 8   | 6  | Joan Olivé         | Aprilia | 23   | +19.133            | 14   | 8    |
| 9   | 60 | Michael Ranseder   | Derbi   | 23   | +19.664            | 13   | 7    |
| 10  | 8  | Lorenzo Zanetti    | Aprilia | 23   | +28.434            | 17   | 6    |
| 11  | 27 | Stefano Bianco     | Aprilia | 23   | +28.815            | 22   | 5    |
| 12  | 29 | Andrea Iannone     | Aprilia | 23   | +28.816            | 15   | 4    |
| 13  | 51 | Steve Bonsey       | KTM     | 23   | +43.699            | 26   | 3    |
| 14  | 18 | Nicolás Terol      | Derbi   | 23   | +46.436            | 23   | 2    |
| 15  | 53 | Simone Grotzkyj    | Aprilia | 23   | +48.081            | 25   | 1    |
| 16  | 30 | Pere Tutusaus      | Aprilia | 23   | +48.579            | 18   |      |
| 17  | 34 | Randy Krummenacher | KTM     | 23   | +51.253            | 24   |      |
| 18  | 95 | Robert Muresan     | Derbi   | 23   | +52.160            | 29   |      |
| 19  | 77 | Dominique Aegerter | Aprilia | 23   | +1:11.825          | 27   |      |
| 20  | 56 | Hugo van den Berg  | Aprilia | 23   | +1:13.134          | 33   |      |
| 21  | 37 | Joey Litjens       | Honda   | 23   | +1:20.289          | 31   |      |
| 22  | 76 | Ivan Maestro       | Aprilia | 23   | +1:23.752          | 28   |      |
| 23  | 13 | Dino Lombardi      | Honda   | 23   | +1:28.888          | 32   |      |
| 24  | 78 | Daniel Saez        | Aprilia | 23   | +1:31.676          | 34   |      |
| 25  | 20 | Roberto Tamburini  | Aprilia | 23   | +1:45.176          | 35   |      |
| 26  | 38 | Bradley Smith      | Honda   | 23   | +1:45.208          | 11   |      |
| Ret | 71 | Tomoyoshi Koyama   | KTM     | 19   | Nehoda             | 6    |      |
| Ret | 15 | Federico Sandi     | Aprilia | 19   | Nehoda             | 21   |      |
| Ret | 99 | Daniel Webb        | Honda   | 16   | Mechanická porucha | 30   |      |
| Ret | 7  | Alexis Masbou      | Honda   | 11   | Nehoda             | 16   |      |
| Ret | 35 | Raffaele de Rosa   | Aprilia | 3    | Mechanická porucha | 12   |      |
| Ret | 24 | Simone Corsi       | Aprilia | 2    | Nehoda             | 8    |      |
| Ret | 75 | Mattia Pasini      | Aprilia | 1    | Nehoda             | 1    |      |
| Ret | 12 | Esteve Rabat       | Honda   | 0    | Nehoda             | 19   |      |
| DNS | 63 | Mike di Meglio     | Honda   |      |                    | 20   |      |